# Фалнама

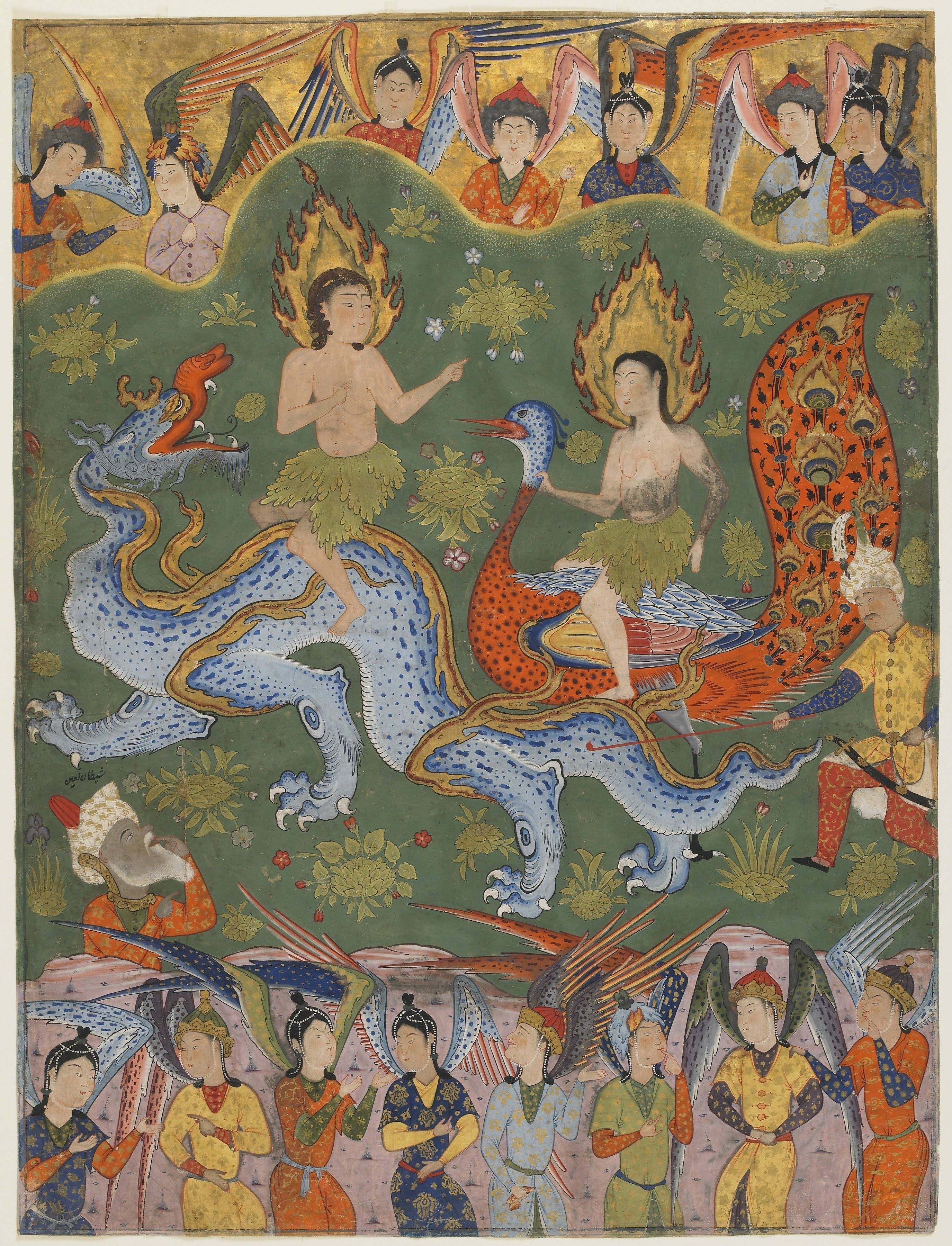
Изображение Адама и Евы, изгоняемых из райского сада (иллюстрация в Фалнаме)

Фалнама — гадательная книга, которая использовалась в исламском мире, чтобы помочь в предсказании будущего.

## Процедура использования
Лица, ищущие возможность заглянуть в будущее после участия в серии очищающих ритуалов, наугад открывали страницу Фалнамы, где давалась интерпретация некоего текста и рисунки, говорящие о добром или худом предначертании судьбы. Другим распространённым вариантом предсказания будущего по книгам, являлось чтение случайной суры из Корана. Некоторыми современными мусульманскими религиозными деятелями гадание по Фалнаме названо «ересью».

## История
Фалнама в основном была создана в течение XVI и XVII века перед наступлением тысячелетия по мусульманскому летоисчислению (ведущемуся от 630 года) в связи с беспокойством мусульман по поводу будущего. В это время Фалнама, скорее всего, являлась универсальной книгой, используемой предсказателями на территориях современных Ирана, Афганистана, Пакистана и Турции. Является источником красочных иллюстраций, рассказывающих о восточном художественном искусстве XVI—XVII веков. Эта книга включалась в качестве приложения к экземплярам Корана, созданным по заказу правителей и богатых людей. Несмотря на её очевидную популярность в эту эпоху, сохранились лишь четыре копии Фалнамы большого формата. Одна из них постоянно размещена в университетской библиотеке города Дрездена, Германия.